# Thittacheri
Thittacheri is een panchayatdorp in het district Nagapattinam van de Indiase staat Tamil Nadu. 

## Demografie
Volgens de Indiase volkstelling van 2001 wonen er 8.484 mensen in Thittacheri, waarvan 49% mannelijk en 51% vrouwelijk is. De plaats heeft een alfabetiseringsgraad van 77%.